# Facebook Messenger
 (транскр.  Фејсбук месенџер), сервис је за размену тренутних порука и софтверска апликација која даје текстуалну и говорну комуникацију. Интегрисан је са Facebook-овом веб-базираном функцијом Ћаскање и изграђен на отвореном МКТТ протоколу, Messenger допушта корисницима Facebook-a да ћаскају са пријатељима на оба и на мобилном телефону и на званичној веб страници.
Facebook је објавио у марту 2015. да је Facebook Messenger достигао цифру од 600 милиона корисника.Дејвид. А. Маркус је на челу Facebook Messenger-a и прикључио се Facebook-у на позив Марка Закерберга, директора исте компаније.

## Месенџер за мобилне телефоне
Месенџер за мобилне телефоне је лансиран 9. августа 2011. године за иОС и Андроид, а 11. октобра је апликација ажурирана и омогућена за БлекБери ОС.
У децембру 2012. године, апликација Фејсбук месенџер за Андроид ОС у неким регионима (као што су Аустралија, Јужна Азија, Индонезија, Јужна Африка и Венецуела) је додала могућност да се Фејсбук месенџер апликација користи и без Фејсбук налога просто користећи само име и број мобилног телефона. Ове измене имају за циљ да омогуће да се Фејсбук месенџер такмичи са сличним мобилним платформама за размену порука као што је на пример Вацап алтернатива за размену текстуалних порука. Касније исправке су додале могућност да се Фејсбук месенџер користи као замена за клијента за размену текстуалних порука на Андроиду, и додали су „Историју ћаскања“, преклопни систем ћаскања који потиче од Фејсбук Хоума.
Дана 5. марта 2014. године, апликација Фејсбук месенџер је лансиран за Виндоус Фоун 8. Ова апликација садржи многе функције сличне иОС и Андроид апликацији али недостају главе на ћаскању и функција говорне поруке.
У априлу 2014. године, Фејсбук је изјавио да ће функција размене порука бити уклоњена са главне Фејсбук апликације и корисници су присиљени да преузму Месенџер апликацију.
Дана 3. јула 2014. године, Фејсбук месенџер апликација је лансирана и за Ајпад. Специјално је дизајнирана за Ајпад а не само проширена верзија Ајфон апликације. Месенџер за Ајпад има функцију више прозорски интерфејс који приказује листу тема и тренутну конверзацију у исто време .
Постоје неке контроверзе које окружују дозволе потребне за управљање функционалности на Андроиду. Неке од дозвола укључују такве ствари да бисте могли да шаљете СМС поруке, које могу коштати.
Дана 17. марта 2015. године, Фејсбук је додао функцију у којој ви можете да шаљете новац својим пријатељима. Тренутно је само доступно у САД.
Дана 27. априла 2015. године, Фејсбук је представио видео позиве у апликацији Фејсбук месенџер. Функција је прво пуштена у Белгији, Канади, Хрватској, Данској, Француској, Грчкој, Ирској, Лаосу, Литванији, Мексику, Нигерији, Норвешкој, Оману, Пољској, Португалу, Уједињеном Краљевству, САД и Уругвају.

## Месенџер за десктоп рачунаре

### Месенџер за Виндоус десктоп рачунаре
Месенџер за Виндоус десктоп рачунаре је официјелно лансирана 5. марта 2012. године за Виндоус 7 кориснике. Тестирање на софтверу је почела међу ограниченој бета тестер групи 21. новембра 2011. године;међутим, процурела верзија софтвера у бета фази је јавно откривена блогерима технике од стране израелског блога ТехИТ. Фејсбук је одговорио истог дана најављујући доступност линка кроз свој Помоћни Центар.
Међу својим функцијама „срце“ је слично функцији на бочној страни активности пријатеља виђено од стане Фејсбук корисника на веб клијентима. У време лансирања, „ћаскање са више пријатеља, видео позив, могућност лимитирања ћаскања и монтирања подешавања“ нису биле могуће кроз софтвер. Mac OS X верзија је била поменута од стране Фејсбукових програмера као предстојећа.

### Месенџер за Фајерфокс
Фејсбук је лансирао и додатак за Фајерфокс, под називом Фејсбук месенџер за Фајерфокс.

### Престанак
Дана 26. фебруара 2014. године, Фејсбук је изјавио да ће они укинути Фејсбук месенџер за Виндоус и Фајерфокс, и да ће пн престати са радом 3. марта 2014. године. Међутим, трећа лица су наставила понуду десктоп приступу Фејсбук порукама. На пример, Месенџер за Десктоп је доступан за више оперативних система, укључујући Виндоус и Линукс. Она је без реклама и не захтева претраживач. Корисници се пријављују користећи њихов постојећи Фејсбук налог.

## Месенџер за веб клијента
Дана 8. априла 2015. године, Фејсбук је званично лансирао месенџер.цом, који омогућује корисницима да ћаскају директно кроз веб-прегледач, без потребе да се посети фејсбук.цом. Фејсбук је изјавио да ће функција порука на фејсбук.цом бити уклоњена, за разлику како је Фејсбук одвојен од те функције у својој мобилној апликацији.

## Одзив
Фондација за електронске границе (ФЕГ) је навео Фејсбук месенџер (Фејсбук ћаскање) у свом Сигурном записнику размена порука. Од 6. новембра 2014. године, Фејсбук месенџер има резултат 2 од 7 поена у записнику. Он је добио поене зато што има кодирану комуникацију у транзиту и зато што је недавно завршила независну ревизију безбедности. Ту недостају поени зато што комуникација није кодирана кључевима којим провајдер нема приступа, корисници не могу идентификовати кориснике, старије поруке нису сигурне ако кодни кључеви буду украдени, изворни код није отворен за независно прегледање и сигурносни дизајн није правилно документован.